# IEB+ Argentina Open 2024/Damen/Qualifikation
Dieser Artikel zeigt die Ergebnisse der Qualifikationsrunde für die IEB+ Argentina Open 2024 des Damentennis. Insgesamt nahmen 8 Spielerinnen an der Qualifikation teil, die am 24. November 2024 stattfand. Vier Spielerinnen qualifizierten sich für das Hauptfeld des Turniers.

## Einzel

### Setzliste
| Nr. | Spielerin            | Erreichte Runde |
| --- | -------------------- | --------------- |
| 01. | Iryna Schymanowitsch | Hauptfeld       |
| 02. | Katarzyna Kawa       | Hauptfeld       |
| 03. | Robin Anderson       | qualifiziert    |
| 04. | Nicole Fossa Huergo  | qualifiziert    |

Zeichenerklärung
- Q = Qualifikant
- WC = Wildcard
- LL = Lucky Loser
- ITF = qualifiziert über ITF-Ranking
- ALT = alternate (Ersatz)
- PR = Protected Ranking
- SE = Special Exempt
- r = retired (Aufgabe)
- d = Disqualifikation
- w.o. = walkover
- [ ] = Match-Tie-Break

### Ergebnisse
|  | Qualifikationsrunde |                       |    |   |   |
|  |                     |                       |    |   |   |
|  | ALT                 | Carolina Alves        | 2  | 6 | 6 |
|  |                     | Matilde Paoletti      | 6  | 4 | 2 |
|  |                     |                       |    |   |   |
|  | ALT                 | Alewtina Ibragimowa   | 64 | 2 |   |
|  | WC                  | Victoria Bosio        | 7  | 6 |   |
|  |                     |                       |    |   |   |
|  | 3                   | Robin Anderson        | 6  | 6 |   |
|  |                     | Oleksandra Olijnykowa | 4  | 3 |   |
|  |                     |                       |    |   |   |
|  | 4                   | Nicole Fossa Huergo   | 6  | 6 |   |
|  | WC                  | Marina Bulbarella     | 0  | 0 |   |